# Bongos
"Bongos" é uma canção da rapper norte-americana Cardi B em colaboração com a rapper compatriota Megan Thee Stallion. Seu lançamento ocorreu em 8 de setembro de 2023, através da Atlantic Records. É a segunda parceria musical da dupla desde "WAP", lançada em 2020.

## Antecedentes
Cardi B e Megan Thee Stallion anunciaram "Bongos" em 4 de setembro de 2023, ao compartilhar a capa do single e a data de lançamento nas redes sociais. Em agosto de 2023, Cardi B revelou, em entrevista à Vogue México y Latinoamérica, que não faria colaborações antes do lançamento de seu próximo single solo. Entretanto, não ficou claro se "Bongos" seria inclusa em seu próximo álbum de estúdio. Seguidamente, Cardi explicou que a canção era "uma daquelas gravações em que você precisa de alguém", dizendo que havia inserido os versos que Megan havia enviado a ela.

## Videoclipe
O videoclipe foi lançado simultaneamente com a liberação da canção nas plataformas digitais. Na produção, as artistas aparecem em uma praia com roupas temáticas. O clipe foi descrito por Cardi B como "intrigante".

## Histórico de lançamento
| Região | Data                  | Formato                      | Gravadora | Ref.  |
| ------ | --------------------- | ---------------------------- | --------- | ----- |
| Mundo  | 8 de setembro de 2023 | Download digital , streaming | Atlantic  | [ 8 ] |
| Itália | 8 de setembro de 2023 | Radio airplay                | Warner    | [ 9 ] |